# Cantón de Saint-Amant-de-Boixe
El cantón de Saint-Amant-de-Boixe era una división administrativa francesa, que estaba situada en el departamento de Charente y la región de Poitou-Charentes.

## Composición
El cantón estaba formado por dieciséis comunas:
- Ambérac
- Anais
- Aussac-Vadalle
- Coulonges
- La Chapelle
- Maine-de-Boixe
- Marsac
- Montignac-Charente
- Nanclars
- Saint-Amant-de-Boixe
- Tourriers
- Vars
- Vervant
- Villejoubert
- Vouharte
- Xambes

## Supresión del cantón de Saint-Amant-de-Boixe
En aplicación del Decreto n.º 2014-195 de 20 de febrero de 2014, el cantón de Saint-Amant-de-Boixe fue suprimido el 22 de marzo de 2015 y sus 16 comunas pasaron a formar parte; quince del nuevo cantón de Boixe y Manslois y una del nuevo cantón de Valle del Nouére.